# N6-Isopentenyladenosin
N6-Isopentenyladenosin (i6A, Riboprin) ist ein seltenes Nukleosid und kommt in der tRNA vor. Es besteht aus der β-D-Ribofuranose (Zucker) und dem N6-Isopentenyladenin. Es unterscheidet sich vom Adenosin durch Hinzufügen einer Isopentenylgruppe an der Aminogruppe. Das Adenosin wird mit Isopentenylpyrophosphat mittels der tRNA-Isopentenyltransferase zum N6-Isopentenyladenosin umgesetzt. Es findet sich – wie N6-Threonylcarbamoyladenosin – neben dem Anticodon an Position 37 in tRNA sowohl in Bakterien als auch Eukaryoten.

Eine tRNA^{Sec} aus Escherichia coli.
N^{6}-Isopentenyladenosin ist hier mit i^{6}A gekennzeichnet.